# Villamor de los Escuderos
Villamor de los Escuderos è un comune spagnolo di 588 abitanti situato nella comunità autonoma di Castiglia e León.